# Діти небес
«Діти небес» (перс. بچههای آسمان) — фільм іранського режисера Маджида Маджиді, знятий в 1997 році. На 1 березня 2024 року фільм займав 183-тю позицію у списку 250 кращих фільмів за версією IMDb.

## Зміст
Третьокласник Алі, забравши з лагодження туфлі своєї сестри Захри, по дорозі додому випадково їх втрачає. Що ж робити? Адже сестра не зможе піти до школи. Сім'я, ледве зводить кінці з кінцями через хворобу матері й покладається виключно на заробіток батька, не може собі дозволити нове взуття. Алі домовляється з Захра, що вони будуть носити його кеди по черзі: у Захри заняття вранці, а у нього — пізніше. Але в такому випадку, щоб встигнути, треба бігти в школу з усіх ніг...

## Ролі
| Актор                    | Роль        |
| ------------------------ | ----------- |
| Мохаммад Амір Наджи      | батько Алі  |
| Амір Фарох Хашемян       | Алі         |
| Бахаре Саддік            | Захра       |
| Нафісе Джафар-Мохаммаді  | Роя         |
| Фереште Сарабанда        | мати Алі    |
| Бехзад Рафі              | тренер      |
| Даріуш Мохтарі           | вчитель Алі |
| Мохаммад-Хасан Хоссейнян | батько Рої  |

## Знімальна група
- Режисер — Маджид Маджиді
- Сценарист — Маджид Маджиді
- Продюсер — Амір Есфандіарі, Мохаммад Есфандіарі
- Композитор — Кейван Джаханшахі